# Emmanuel Guerrieri de Mirafiori
Emmanuel Guerrieri (né le 26 avril 1851 à Castelceriolo, une frazione de la ville d'Alexandrie au Piémont et mort le 23 décembre 1894 à Sommariva del Bosco) était un aristocrate italien du XIXe siècle, comte de Mirafiori et de Fontanafredda.

## Biographie
La mère d'Emmanuel, Rosa Teresa Vercellana Guerrieri (surnommée La Rosina ou La bella Rosin) fut l'une des maîtresses du Roi Victor-Emmanuel II, dont descend la lignée des comtes de Mirafiori et Fontanafredda. Ils se marièrent morganatiquement à Rome le 7 novembre 1869 et ils eurent deux enfants, Vittoria Guerrieri et Emmanuel Guerrieri de Mirafiori.
- Fils de Victor-Emmanuel II de Savoie-Carignan, roi d'Italie (1820-1878) et de Rosa Vercellana, contessa di Mirafiori 1833-1885
- Marié le 27 mai 1873 à Florence, avec Bianca de Larderel (1856-1942), dont 
  - Victor-Emmanuel (1873-1896)
  - Gaston (1878-1943)